# Acriopsis
 Acriopsis  Reinw. ex Blume es un género  de orquídeas de hábitos epífitas. Se encuentran en Asia tropical e islas del sudeste en (Papúa Nueva Guinea, Java, Borneo, y Sumatra. Comprende 21 especies descritas y de estas, solo 9 aceptadas.

## Descripción
Son plantas pequeñas epífitas que se encuentran en manojos, tienen pseudobulbos con forma de cebolla de menos de 5 cm de altura y con dos hojas en cada uno de unos 8 a 12 cm de largo.

Las diminutas flores parecidas a Cymbidium se disponen a lo largo de un tallo bastante más largo que las hojas, de unos 20 cm.

## Hábitat y distribución
Las especies de este género son de tamaño pequeño con hábitos de epífitas. Crecen en las tierras bajas, donde son frecuentes en las plantaciones de caucho, normalmente en lugares soleados. Se encuentran en el sudeste de Asia sobre todo en (Papúa Nueva Guinea, Java, Borneo y Sumatra.

## Taxonomía
El género fue descrito por Carl Ludwig Blume y publicado en Bijdragen tot de flora van Nederlandsch Indië 8: 376. 1825.
Etimología
Acriopsis: nombre genérico que procede del griego "acris" = "langosta" y de "opsis" = "semejante".

## Especies de Acriopsis
1. Acriopsis carrii  Holttum (1947)
2. Acriopsis densiflora  Lindl. (1847)
3. Acriopsis emarginata  D.L.Jones & M.A.Clem. (2006)
4. Acriopsis gracilis  Minderh. & de Vogel (1986)
5. Acriopsis indica  C.Wright (1851)
6. Acriopsis inopinata  Phoon & P.O'Byrne (2009)
7. Acriopsis latifolia  Rolfe (1909)
8. Acriopsis liliifolia  (J.König) Seidenf. (1995)
9. Acriopsis ridleyi  Hook.f. (1890)